# ゴンサロ・ルバルカバ
ゴンサロ・ルバルカバ（Gonzalo Rubalcaba、1963年5月27日 - ）は、キューバ、ハバナ出身のジャズ・ピアニストで作曲家。グラミー賞受賞者。

## 経歴
1963年生まれ。5歳の時より、父のバンドでパーカッションを演奏する。7歳で、ピアノを習う。
1978年に、音楽仲間とグルーポ・プロジェクト（グルッポ・プロイェクト）を結成する。1980年、コロンビアのブガ市での歌謡祭で、オーケストラ編曲の第一席を勝ち得る。1985年に、グルーポ・プロジェクトのデビュー・アルバムを発表する。1990年、ドキュメンタリー映画『ナイト・イン・ハバナ』で注目される。1991年、日本での公演が実現する。1993年、アメリカ合衆国ニューヨークでの初公演が実現する。

## ディスコグラフィ

### リーダー・アルバム
- 『ラ・ヌエバ・クバーナ』 - La Nueva Cubana (1985年、Areito) ※グルーポ・プロジェクト・デ・ゴンサロ・ルバルカーバ名義
- Concatenacion I (1987年、Areito) ※グルーポ・プロジェクト名義
- Concatenacion II (1987年、Areito) ※グルーポ・プロジェクト名義
- Mi Gran Pasion (1987年、Connector/Timba)
- Live in Havana (1989年、Pimienta)
- Giraldilla (1990年、Pimienta)
- 『ゴンサロ・ルバルカバ・トリオ・アット・モントルー』 - Gonzalo Rubalcaba Trio at Montreux (1990年、Somethin' Else)
- 『ブレッシング』 - The Blessing (1991年、Blue Note)
- 『イメージズ』 - Images (1992年、Blue Note)
- 『ロマンティック』 - Suite 4 Y 20 (1993年、Blue Note)
- 『DIZ』 - Diz (1993年、Blue Note)
- 『ラプソディア』 - Rapsodia (1994年、Blue Note)
- 『イマジン〜ゴンサロ・ルバルカバ・イン・USA』 - Imagine: Live in America (1994年、Blue Note)
- 『コンカテナシオーン〜ライヴ』 - Concatenacion (1995年、Egrem)
- 『コンシエルト・ネグロ』 - Concierto Negro (1995年、Egrem)
- 『フライング・カラーズ』 - Flying Colors (1998年、Blue Note) ※with ジョー・ロヴァーノ
- Gonzalo Rubalcaba (1998年、Max)
- 『アンティグォ』 - Antiguo (1998年、Blue Note)
- 『憧憬』 - Inner Voyage (1999年、Blue Note/EMI)
- 『イニシオ〜ピアノ・ソロ』 - Inicio (2001年、Egrem)
- 『スーパーノヴァ』 - Supernova (2001年、Blue Note)
- Straight Ahead (2003年、Yemaya)
- Soneros de Verdad Present Rubalcaba Pasado y Presente (2003年、Universal Music Latino/Pimienta)
- 『パセオ』 - Paseo (2004年、Blue Note)
- 『ザ・トリオ』 - The Trio (2005年、Angel)
- 『ベサメ・ムーチョ〜ゴンサロ・ルバルカバ・ソロ・アルバム』 - Solo  (2005年、Blue Note)
- Con el Permiso de Bola (2006年、Warner Music Latina) ※with フランシスコ・セスペデス
- 『化身 / アバター』 - Avatar (2008年、Angel)
- Faith (2001年、5Passion)
- XXI Century (2011年、5Passion)
- Live Faith (2014年、5Passion)
- Suite Caminos (2015年、5Passion)
- 『トーキョー・アダージョ』 - Tokyo Adagio (2015年、Impulse!) ※with チャーリー・ヘイデン
- Charlie (2015年、5Passion)[4]
- Minione (2017年、Universal Music Polska) ※with アナ・マリア・ヨペック

### 参加アルバム
アル・ディ・メオラ
- 『フレッシュ・オン・フレッシュ』 - Flesh on Flesh (2002年)
- 『ラジカル・ラプソディ』 - Pursuit of Radical Rhapsody (2011年)

チャーリー・ヘイデン
- 『ライブ・アット・モントリオール』 - The Montreal Tapes: with Gonzalo Rubalcaba and Paul Motian (1997年、ECM) ※1989年7月3日録音
- 『ノクターン』 - Nocturne (2001年、Verve)
- 『ランド・オブ・ザ・サン』 - Land of the Sun (2004年、Verve)

トニー・マルティネス
- Mafarefun (1999年)
- La Habana Vive (2002年)

その他
- イグナシオ・ベロア : Codes (2006年)
- ロン・カーター : 『MR. BOW-TIE』 - Mr. Bow-tie (1995年、Somethin' Else)
- フアン・ルイス・ゲラ : 『薔薇のバチャータ』 - Bachata Rosa (1990年、Karen)
- チック・コリア : 『ランデヴー・イン・ニューヨーク』 - Rendezvous in New York (2003年、Stretch)
- リシャール・ガリアーノ : Love Day: Los Angeles Sessions (2008年、Milan)
- カティア・ラベック : Shape of My Heart (2009年、KML)
- パット・マルティーノ : 『シンク・タンク』 - Think Tank (2003年、Blue Note)
- Strat Andriotis : Night Manager (2018年、Dekatria) ※「Song 21」に参加